# Тоненго-Казале (Торино)
Тоненго-Казале је насеље у Италији у округу Торино, региону Пијемонт.
Према процени из 2011. у насељу је живело 1991 становника. Насеље се налази на надморској висини од 252 м.